# Mongol derby
Mongol derby har kallats för världens längsta distanslopp till häst och är med i Guiness rekordbok.
Loppet arrangeras av brittiska äventyrsarrangörerna The Adventurists och hölls för första gången 2008. 
Deltagarna tillryggalägger en distans av 1000 km på inhemska mongoliska hästar som byts ut var 30-40 km.